# Madman (personaggio)
Madman, alias Frank Einstein, è un personaggio dei fumetti creato da Mike Allred per la casa editrice Caliber Press nel 1990. Si tratta di uno dei supereroi i più amati tra quelli dei fumetti indipendenti. Nel corso degli anni viene pubblicato da diverse case editrici e dal 2007 le sue storie sono distribuite dalla Image Comics. In Italia viene pubblicato dal 2014 dalla Panini Comics.

## Biografia del personaggio
Madman, il cui vero nome è Zane Townsend, era un agente dell'organizzazione conosciuta come Triplo-Occhio. Townsend morì in un incidente d'auto ma il suo cadavere venne ricucito e riportato in vita da due scienziati: il dottor Egon Boiffard e il dottor Gillespie Flem. Questa resurrezione lo lasciò senza nessun ricordo della sua vita precedente compreso il suo nome, così i due scienziati lo ribattezzarono Frank Einstein come i due personaggi che più ammiravano: Frank Sinatra e Albert Einstein. La resurrezione inoltre ha donato a Frank poteri precognitivi ed empatici con i quali inizialmente lavorò come sensitivo. Nel tentativo di fargli trovare una sua identità i due scienziati lo spinsero a crearsi l'alterego di Madman, prendendo ispirazione dall'unica cosa che Frank ricordava chiaramente cioè un personaggio di un fumetto chiamato Mr. Excitement.

## Poteri e abilità
La resurrezione di Frank ha alterato il suo corpo, dandogli varie abilità soprannaturali. Possiede una capacità di apprendimento super-umana che gli permette di apprendere istintivamente e immediatamente qualsiasi abilità. Inoltre è dotato di una costituzione, una coordinazione fisica, agilità e riflessi di gran lunga superiori a quelle di un essere umano normale. Frank ha anche manifestato numerose abilità psichiche che sfiorano il soprannaturale, compreso il potere di ottenere informazioni su un individuo tramite il contatto fisico, l'empatia, e la chiaroveggenza. Egli è anche in grado di percepire il futuro che a volte gli si manifesta nei sogni mentre altre volte viene visualizzato in pensiero chiaro. Purtroppo non ha il controllo completo sui suoi poteri psichici.

## Pubblicazioni originali
- Creatures of the Id one-shot (Caliber Press) - Ottobre 1990.
- Grafik Muzik nn. 1-4 (Caliber Press) - 1990–1991.
- Madman nn. 1-3 (Tundra Publishing) - 1992.
- Madman Adventures nn. 1-3 (Tundra Publishing) - 1992–1993.
- Madman Comics nn. 1-20 (Dark Horse Comics) - 1994–2000.
- Superman/Madman nn. 1-3 (DC Comics/Dark Horse Comics) - 1997.
- Nexus Meets Madman one-shot (Dark Horse Comics) - 1996.
- Madman/The Jam nn. 1-2 (Dark Horse Comics) - 1998.
- The Atomics nn. 1-15 (AAA Pop Comics) - 2000–2001.
- Savage Dragon nn. 83-85 (Image Comics) - 2001
- It Girl one-shot (Oni Press) - Maggio 2002.
- Spaceman one-shot (Oni Press) - Luglio 2002.
- Mr. Gum one-shot (Oni Press) - Aprile 2003.
- Madman Picture Exhibition nn. 1-4 (AAA Pop Comics) - 2002.
- Madman King-size Super Groovy Special (Oni Press) - Luglio 2003.
- Madman Atomic Comics nn. 1-17 (Image Comics) - 2007–2009.
- All New Giant-Size Super Ginchy Special! (Image Comics) - Aprile 2011.